# Tangara à gorge écarlate
Compsothraupis loricata
Genre
Espèce
Statut de conservation UICN

 LC  : Préoccupation mineure
Le Tangara à gorge écarlate (Compsothraupis loricata) est une espèce de passereaux appartenant à la famille des Thraupidae. C'est la seule espèce du genre Compsothraupis.

## Description
C'est l'un des plus grands tangaras avec 21 cm de longueur et un poids de 72,5 g. Les femelles sont entièrement noires tandis que les mâles ont la gorge rouge.

## Répartition et habitat
Il est endémique au nord-est du Brésil, vivant presque entièrement dans la région dominée par la Caatinga. Il fréquente souvent la proximité de l'eau, généralement à une altitude de 200 à 1 000 m.

## Comportement
Il vit généralement en couple ou groupes allant jusqu'à 8 individus. Il a l'habitude de se tenir perché sur les hautes branches des arbres. Il se déplace lentement. Pendant la saison de reproduction, les mâles perdent les plumes du dos pour montrer les pennes blanches. Le nid est bien caché, en général placé au fond de la végétation ou dans un trou abandonné de pics.